# The Breaking Point
The Breaking Point er en amerikansk stumfilm fra 1924 af Herbert Brenon.

## Medvirkende
- Nita Naldi som Beverly Carlysle
- Patsy Ruth Miller som Elizabeth Wheeler
- George Fawcett som Dr. David Livingstone
- Matt Moore som Judson Clark
- John Merkyl som William Lucas
- Theodore von Eltz som Fred Gregory
- Edythe Chapman som Lucy Livingstone
- Cyril Ring som Louis Bassett